# Fosse trochantérienne
La fosse trochantérienne (ou fossette trochantérienne ou fossette digitale du grand trochanter) est une profonde dépression située sur la face médiale du grand trochanter.
Elle est limitée à l'arrière par la crête inter-trochantérique.
Elle donne insertion au muscle obturateur externe. Au-dessus de la fosse se trouve l'empreinte d'insertion des muscles obturateur interne et jumeaux inférieur et supérieur.

## Anatomie comparée
Elle est présente chez les mammifères avec une largeur et une profondeur variable,.
Chez les reptiliomorphes tels que Seymouria ou Diadectes et les reptiles basaux tels que Pareiasaurus, la fosse trochantérienne est une très grande dépression sur la face ventrale et postérieure du fémur. Il est délimité médialement par le trochanter interne (également appelé petit trochanter), latéralement par la branche postérieure de la crête ventrale et inférieurement par la convergence des branches antérieure et postérieure de la crête ventrale et de la crête adductrice. Chez ces taxons, la fosse trochantérienne est le point d'insertion du muscle pubo-ischio-femoral externe.
Chez les tortues, la fosse trochantérienne est délimitée en avant par le petit trochanter et en arrière par le grand trochanter. Souvent, la fosse trochantérienne est petite et peu profonde en raison de l'expansion des deux trochanters.
Chez les lépidosaures, la fosse trochantérienne est peu profonde mais large. Il est délimité médialement par le petit trochanter interne et la branche antérieure de la crête fémorale ventrale, et souvent moins distinctement délimité latéralement car le grand trochanter et la branche postérieure de la crête ventrale sont fortement réduits ou absents.
Chez les archosaures et en particulier chez les dinosaures, la fosse trochantérienne est très développée car le trochanter interne ou petit et le grand trochanter sont mieux développés. Chez les dinosaures, cette zone sert de point d'insertion des muscles ilio-fémoraux (analogues aux muscles fessiers chez les mammifères).